# Двусторонние рынки
Двусторонние рынки (двусторонние сети) — сетевые рынки с возникновением сетевых эффектов между двумя группами пользователей, для которых цели пользования сетью и их роли в сети чётко различаются. Представители разных групп предъявляют различные требования к функциональности двусторонней сети. Но при этом они являются взаимозависимыми друг от друга, и именно их взаимодействие и определяет ценность использования ими общей сети.
Сетевой эффект в экономике уже довольно хорошо изучен и активно применяется в теории и практике различных областей бизнеса. Однако, сетевой эффект обычно рассматривается как односторонний, что является допустимым в том случае, когда состав пользователей сети однороден. Начиная с 2001 года, в научной литературе стал встречаться термин «двусторонние сети», который рассматривает сетевые эффекты более широко, во взаимодействии нескольких категорий пользователей и делает ряд интересных и полезных для практического применения выводов.

## Теория
Во множестве сетей пользователи являются однородными, то есть они выполняют одинаковые функции. Например, в телефонных сетях один из пользователей посылает, а другой принимает вызов, однако любой из абонентов может играть как роль принимающего, так и роль передающего голосовые сообщения в разные моменты времени. Примерами односторонних сетей являются также: передача мгновенных сообщений, факсов, электронной почты. Такие сети называют односторонними для того, чтобы отличить их от двусторонних сетей, которые обслуживают две различные категории пользователей.
В двусторонней сети присутствует две категории её пользователей, для которых цели пользования сетью и их роли в сети чётко различаются. Но при этом они являются взаимозависимыми друг от друга, и именно их взаимодействие и определяет ценность использования ими общей сети.

Иллюстрация сетевых эффектов двусторонних сетей

В двусторонней сети пользователи одной категории изменяют отношение к пользованию сетью в зависимости от числа пользователей другой категории. Это явление называется перекрёстным сетевым эффектом.
Каждый член группы пользователей также изменяет отношение к её использованию в зависимости от числа пользователей той же категории. Это явление называется односторонним сетевым эффектом.
Сетевой эффект является положительным, если возрастание числа пользователей повышает ценность пользования сетью, и отрицательным в обратном случае. Перекрёстные сетевые эффекты в двусторонней сети обычно положительные, но могут быть и отрицательными. Односторонние сетевые эффекты могут быть как положительными, так и отрицательными.

## Примеры
| Двусторонний рынок   | 1-я категория пользователей | 2-я категория пользователей | Провайдер платформы                          |
| -------------------- | --------------------------- | --------------------------- | -------------------------------------------- |
| Операционные системы | Пользователи программ       | Разработчики программ       | Windows, macOS, Linux                        |
| Набор персонала      | Соискатели                  | Работодатели                | Monster, hh.ru, агентства по трудоустройству |
| Поиск в Интернете    | Ищущие информацию           | Рекламодатели               | Google, Yandex, DuckDuckGo                   |
| DVD                  | Потребители фильмов         | Киностудии                  | Sony, Toshiba, Samsung                       |